# GrANT
GrANT (ros. ГрАНТ – Гражданский аэродинамический наблюдатель телевизионный) – rosyjski bezzałogowy statek powietrzny przeznaczony do rozpoznania lotniczego.

## Historia
Prace nad dronem zostały rozpoczęte w sierpniu 2000 r., jego konstruktorem był Nikołaj Walerjewicz Czistiakow (ros. Николай Валерьевич Чистяков) a prace konstrukcyjne prowadziło Naukowo-Przemysłowe Centrum Konstrukcyjne „Nowik-XXI wiek” (ros. Научно-производственный конструкторский центр «Новик-XXI век»). W sierpniu 2001 r. dokonano oblotu prototypu. Został on zaprojektowany jako alternatywa dla Tu-141 Striż, miał zapewnić tani środek obserwacji pola walki. Jego zaletą miał być niski koszt produkcji i eksploatacji. Aby to osiągnąć, w jego konstrukcji zastosowano podzespoły produkowane seryjnie oraz technologie stosowane w modelarstwie lotniczym. Konstrukcja została zaprezentowana na pokazach MAKS-2001, a na pokazach MAKS-2003 przedstawiono jego poprawioną wersję.
Dron stanowi część systemu, w skład którego wchodzi stacja bazowa zamontowana na pojeździe UAZ-3741 oraz dwa drony przewożone w kontenerach transportowych umieszczonych na pojazdach UAZ-3303. Jako wyposażenie GrANT-a przewidziano stabilizowaną żyroskopowo kamerę telewizyjną pracującą w paśmie widzialnym lub podczerwieni. Dla uproszczenia konstrukcji zrezygnowano z jej zamontowania w ruchomym stanowisku oraz wykorzystania obiektywów zmiennoogniskowych. Dodatkowo dron może przenosić wyposażenie specjalne, m.in. laserowy dalmierz mogący służyć do oznaczania celów. Za kontrolę lotu i analizę przesyłanych danych odpowiada dwóch operatorów, z których pierwszy dokonuje wstępnej selekcji obrazu wideo i przesyła wybrane sekwencje drugiemu, który zajmuje się szczegółową analizą oraz ustaleniem współrzędnych celów. 

## Konstrukcja
Dron jest zbudowany w układzie wolnonośnego górnopłatu. W przedniej części kadłuba znajduje się dwusuwowy dwucylindrowy silnik typu bokser 3W ZDZ napędzający śmigło ciągnące. Za nim jest umieszczony przedział przeznaczony na wyposażenie użytkowe. Kadłub jest zakończony wolnonośnym usterzeniem w kształcie litery T. Start drona odbywa się za pomocą mechanicznej katapulty wykorzystującej obciążniki o masie 230 kg. GrANT ląduje na wzmocnionej dolnej części kadłuba lub, w sytuacji awaryjnej, z wykorzystaniem spadochronu.